# 魔法少女什麼的已經夠了啦。
《魔法少女什麼的已經夠啦。》是漫畫家雙見醉所創作的日本漫畫作品，2015年3月31日起連載於網路漫畫雜誌《Comic Earth Star》，首卷單行本於2016年1月12日發售。全43話＋番外編2話。
2015年10月16日宣佈電視動畫化的決定，2016年1月11日首播第1季。第2季在同年10月播出。

## 故事簡介
葉波柚香是個能幹但朋友很少的少女，去垃圾場倒垃圾的時候與謎之生物米咚邂逅，並被米咚告知「有魔法少女的質素」，後被推銷帶上手鐲變身魔法少女，變身後不知為何穿的卻是泳裝。於是柚香開始了跟米咚的奇妙生活。

## 登場角色
葉波柚香（聲：藤田茜）
中學2年級生。本人沒什麼主見，和上班族父母三個人住在一起。某天在垃圾場遇到了米咚，並被看出擁有魔法少女的能力，並獲得了力量。
學習很好，擅長烹飪。變身後會穿泳裝，擁有操縱水的能力。
米咚（聲：若井友希）
柚香於垃圾場遇到的生物。體內裝有演算晶片，擅長計算，似乎能夠驅使近代系統的謎之生物。
一直不斷對柚香性騷擾，經常被無視著（本人似乎沒有意識到）。
坂上千夜（聲：大森日雅）
柚香的同學和朋友，短黑髮的優等生少女。平常很冷淡，會把心裏想的事情毫不留情向對方說出。
十分重視柚香，並且能夠看見普通人類看不見的米咚，因此對干擾柚香正常生活的米咚抱有敵意。
柚香的父親（聲：諏訪部順一）
典型社畜，經常過著搭頭班電車上班、搭末班電車回家的生活。
美代子（聲：齋藤千和）
柚香的母親，經常不在家。曾無意間看到柚香變身的場景，得知女兒成為魔法少女的事情並欣喜萬分，沒有被米咚篡改記憶。
可以看見普通人無法看到的米咚，對魔法少女的存在非常好奇，稱呼米咚為「劣質吉祥物」。
篠木真冬（聲：伊藤美來）
柚香遇到的魔法少女。變身後穿聖誕老人服裝，能力不明。和同樣是魔法少女的柚香成為朋友。
比柚香和千夜大一歲，快升上高中，越來越接近魔法少女「退休年齡」16歲。
波奇（聲：西明日香）
真冬的搭檔，是隻企鵝。
乃彌（聲：田中美海）
動畫原創角色，雙馬尾少女。
爺爺（聲：中博史）
真冬的爺爺。動畫第2期登場。

## 出版書籍
| 集數 | EARTH STAR Entertainment | EARTH STAR Entertainment |
| 集數 | 發行日期                 | ISBN                     |
| ---- | ------------------------ | ------------------------ |
| 1    | 2016年1月12日            | ISBN 978-4-8030-0842-5   |
| 2    | 2016年11月26日           | ISBN 978-4-8030-0959-0   |
| 3    | 2017年7月12日            | ISBN 978-4-8030-0959-0   |

## 電視動畫

### 製作人員
- 原作：雙見醉[3]
- 監督：米田和弘[3]
- 系列構成：筆安一幸
- 劇本：筆安一幸、村上桃子
- 角色設計、總作畫監督：嶋田和晃[3]
- 音響監督：長崎行男[3]
- 音樂：中山真斗[3]
- 音樂制作：F.M.F[3]
- 動畫制作：PINE JAM[3]
- 製作：《魔法少女什麼的已經夠了啦。》製作委員會

### 主題曲
「夢色繽紛遊行♫（夢色トリドリパレード♫）」（第1季）
作詞：hotaru，作曲、編曲：中山真斗，主唱：Earth Star Dream
第1話未使用。
「染上你的顏色（君色に染まる 〜アース・スター ドリームver.〜）」（第2季）
作詞、作曲：TOKOTOKO（西澤P），編曲：玉木千尋，主唱：Earth Star Dream

### 各話列表
| 話數   | 日文標題 | 中文標題                                             | 劇本     | 分鏡     | 演出     | 作畫監督 |
| 第1季  | 第1季    | 第1季                                                | 第1季    | 第1季    | 第1季    | 第1季    |
| ------ | -------- | ---------------------------------------------------- | -------- | -------- | -------- | -------- |
| 第1話  |          | …妳看得到我嗎？                                        | 筆安一幸 | 米田和弘 | 米田和弘 | 不適用   |
| 第2話  |          | 是的，這是泳裝沒錯                                   | 筆安一幸 | 米田和弘 | 米田和弘 | 嶋田和晃 |
| 第3話  |          | 吶，柚香和我是朋友吧？                               | 村上桃子 | 米田和弘 | 米田和弘 | 嶋田和晃 |
| 第4話  |          | 魔法少女的退休年齡                                   | 村上桃子 | 米田和弘 | 米田和弘 | 嶋田和晃 |
| 第5話  |          | 我討厭變身穿泳裝                                     | 村上桃子 | 米田和弘 | 米田和弘 | 嶋田和晃 |
| 第6話  |          | 去公司上班比魔法少女的戰鬥還勞累嗎？                 | 村上桃子 | 米田和弘 | 米田和弘 | 嶋田和晃 |
| 第7話  |          | 要成為我的收藏品                                     | 村上桃子 | 米田和弘 | 米田和弘 | 嶋田和晃 |
| 第8話  |          | 魔法少女的…同行……                                    | 筆安一幸 | 米田和弘 | 米田和弘 | 嶋田和晃 |
| 第9話  |          | 魔法少女已經沒有存在的必要了                         | 筆安一幸 | 米田和弘 | 米田和弘 | 嶋田和晃 |
| 第10話 |          | 這是完美超人的……寵物！                               | 筆安一幸 | 米田和弘 | 米田和弘 | 嶋田和晃 |
| 第11話 |          | 那麼，何為魔法少女？                                 | 筆安一幸 | 米田和弘 | 米田和弘 | 嶋田和晃 |
| 第12話 |          | 我要，成為柚香的摰友                                 | 村上桃子 | 米田和弘 | 米田和弘 | 嶋田和晃 |
| 第2季  |          |                                                      |          |          |          |          |
| 第1話  |          | 成為魔法少女有什麼好處嗎？                           | 村上桃子 | 米田和弘 | 米田和弘 | 嶋田和晃 |
| 第2話  |          | 我的泳装是不是很奇怪？                               | 村上桃子 | 米田和弘 | 米田和弘 | 嶋田和晃 |
| 第3話  |          | 魔法少女千夜，千夜登場！                             | 村上桃子 | 米田和弘 | 米田和弘 | 嶋田和晃 |
| 第4話  |          | 一起來疼愛柚香嗎？                                   | 村上桃子 | 米田和弘 | 米田和弘 | 嶋田和晃 |
| 第5話  |          | 有什麼問題都可以請教姐姐哦                           | 村上桃子 | 米田和弘 | 米田和弘 | 嶋田和晃 |
| 第6話  |          | 可是，我这身打扮…                                    | 村上桃子 | 米田和弘 | 米田和弘 | 嶋田和晃 |
| 第7話  |          | 會不會看得太清楚了？                                 | 村上桃子 | 米田和弘 | 宮澤良太 | 嶋田和晃 |
| 第8話  |          | 我的故事是嗎？                                       | 村上桃子 | 米田和弘 | 宮澤良太 | 嶋田和晃 |
| 第9話  |          | 我要工作！為了家人！！                               | 村上桃子 | 米田和弘 | 宮澤良太 | 嶋田和晃 |
| 第10話 |          | 大海…吗？                                            | 村上桃子 | 米田和弘 | 宮澤良太 | 嶋田和晃 |
| 第11話 |          | 被选中的人啊！现在正是齐心协力拯救被困公主的时候～！ | 村上桃子 | 米田和弘 | 米田和弘 | 嶋田和晃 |
| 第12話 |          | 当上了魔法少女很庆幸                                 | 村上桃子 | 米田和弘 | 宮澤良太 | 嶋田和晃 |

### 播放電視台
| 播放地區 | 播放電視台    | 播放日期                | 播放時間（UTC+9）         | 所屬聯播網 | 備註           |
| 第1季    | 第1季         | 第1季                   | 第1季                     | 第1季      | 第1季          |
| -------- | ------------- | ----------------------- | ------------------------- | ---------- | -------------- |
| 東京都   | TOKYO MX      | 2016年1月11日－3月28日  | 星期一 25時11分－25時16分 | 獨立局     |                |
| 兵庫縣   | SUN電視台     | 2016年1月11日－3月28日  | 星期一 25時36分－25時41分 | 獨立局     |                |
| 日本全國 | NICONICO頻道  | 2016年1月12日－3月29日  | 星期二 12時00分 更新      | 網絡電視   |                |
| 日本全國 | d Anime Store | 2016年1月12日－3月29日  | 星期二 12時00分 更新      | 網絡電視   |                |
| 第2季    |               |                         |                           |            |                |
| 東京都   | TOKYO MX      | 2016年10月5日－12月21日 | 星期三 22時38分－22時43分 | 獨立局     |                |
| 兵庫縣   | SUN電視台     | 2016年10月6日－         | 星期四 24時08分－24時13分 | 獨立局     |                |
| 日本全國 | AT-X          | 2016年10月6日－         | 星期四 23時45分－23時50分 | TXN        | CS放送／有重播 |
| 日本全國 | NICONICO頻道  | 2016年10月6日－         | 星期四 12時00分 更新      | 網絡電視   |                |
| 日本全國 | AbemaTV       | 2016年10月6日－         | 星期四 12時00分 更新      | 網絡電視   |                |

### BD
| 發行日期      | 收錄話 | 規格編號 |
| 第1季         | 第1季  | 第1季    |
| ------------- | ------ | -------- |
| 2016年5月27日 | 全12話 | EAAB-028 |
| 第2季         |        |          |
| 2017年2月24日 | 全12話 | SMIB-008 |

## 外部連結
- 魔法少女什麼的已經夠了啦。｜漫畫地球之星 （页面存档备份，存于）（日語）
- 電視動畫「魔法少女什麼的已經夠了啦。」官方網站 （页面存档备份，存于）（日語）
- 魔法少女什麼的已經夠了啦。官方的X（前Twitter）（日語）